# Katrina Devine
Katrina Devine (Irlanda del Norte, 21 de abril de 1980) es una actriz neozelandesa.

## Biografía
Durante su infancia hizo teatro en su escuela y apareció en diversas producciones escolares. Cuando tenía 6 años, ella y su familia, inmigraron a Nueva Zelanda. Al pasar los años, Katrina se mantuvo fiel a su pasado irlandés: en su adolescencia compitió en diferentes concursos de baile irlandés, en los cuales ganó varios premios. Katrina también es cantante y se ha presentado a importantes producciones musicales mientras actuaba en la serie Shortland Street.   
En 1998, ganó el premio a la mejor actriz de reparto en los Premios para Televisión de Nueva Zelanda, por su trabajo en Shortland Street. En el año 2001, se casó con la coestrella de ese mismo show, Blair Strang. Katrina es la editora de la revista para adolescentes de Nueva Zelanda Creme y también ha aparecido como "Cassidy Cornell" en Power Rangers Dino Thunder.

## Filmografía
- Shortland Street (1992) como Minnie[2][4]
- Death of a Theatre Manager (2001) como Ophelia
- Atomic Twister (2002) como Gloria
- Power Rangers Ninja Storm (2003) como Marah
- Power Rangers Dino Thunder (2004) como Cassidy Cornell